# Regina Gordilho
Regina Helena Costa Gordilho, más conocida como Regina Gordilho (Salvador, 12 de mayo de 1933 – Río de Janeiro, 7 de junio de 2024) fue una política brasileña. Ejerció los cargos de concejala (1989–1991), diputada federal (1991–1995) y presidenta de la Cámara Municipal de Río de Janeiro (1989–1990). Fue la primera mujer en presedir el cargo de Presidente de la Cámara de Río.

## Carrera
Regina Gordilho, entonces dueña de una confección de ropa, ganó notoriedad nacional cuando el 17 de marzo de 1987, su hijo, el estudiante de Educación Física y profesor de natación Marcellus Ribas Gordilho, entonces de 24 años, fue arrestado por cinco policías militares en el barrio de Cidade de Deus, en Jacarepaguá, en la ciudad de Río de Janeiro. Una vez arrestado, el estudiante fue víctima de golpizas y asesinado por parte de los policías, hecho presenciado por algunos vecinos y certificado por el Instituto Médico-Legal en un informe. A partir de esto, Regina Gordilho realizó movilizaciones públicas pidiendo que los asesinos fueran castigados.
Aún en 1987, los cinco acusados por la muerte fueron juzgados y condenados a 18 meses, por haberse "excedido culposamente", pero al ser reos primarios, tuvieron el derecho de quedar en libertad. En diciembre de 1989, la 2ª Cámara Criminal del Tribunal de Justicia los absolvió por unanimidad; el magistrado votó por la absolución argumentando que Marcellus había muerto como consecuencia de la cardiopatía que padecía, y que las escoriaciones en el cuerpo del estudiante —marcas comunes en casos de agresiones con golpes de porra y patadas— fueron provocadas por el roce del cuerpo del joven con el suelo. Regina sostuvo, con base en el informe, que su hijo fue asesinado por una acción contundente, tras una brutal golpiza, que causó fractura de cráneo y edema pulmonar.
Ante la conmoción e indignación popular provocada por el hecho, Regina Gordilho se afilió al Partido Democrático Trabalhista (PDT), utilizando el discurso de combate a la impunidad y la violencia policial; acabó siendo elegida concejala con una cantidad significativa de votos, asumió el cargo en enero de 1989 y fue elegida presidenta de la Cámara Municipal.
En 1990, fue elegida diputada federal por Río de Janeiro. En la sesión de la Cámara de Diputados del 29 de septiembre de 1992, votó a favor de la apertura del proceso de impeachment del presidente Fernando Collor de Mello. Desacuerdos con Leonel Brizola, gobernador de Río de Janeiro y presidente del partido, hicieron que Regina Gordilho se pasara al Partido Republicano Progresista (PRP), bajo cuya bandera Regina Gordilho lanzó su candidatura para la alcaldía de Río de Janeiro. Derrotada en las elecciones por César Maia, Regina regresó a la Cámara de Diputados. Se reeligió como diputada federal ya bajo la bandera del Partido de Reedificación de la Orden Nacional (PRONA).
Posteriormente, Gordilho se afilió al Partido da Social Democracia Brasileira (PSDB) donde intentó regresar en 1996 a la Cámara Municipal de Río de Janeiro como concejala, pero no obtuvo los votos necesarios. Por el partido, volvió a postularse para una vacante en la Cámara Federal en 1998 y 2002, pero fue derrotada. En 2010, fue candidata a diputada estatal por el PTC, siendo nuevamente derrotada. Regina Gordilho fundó la Asociación de Parientes y Amigos de las Víctimas de la Violencia y se declaró públicamente a favor de la pena de muerte, pero desde entonces, no se involucró más en la política.
Murió el 7 de junio de 2024, a los 91 años.